# 林園清水巖
林園清水巖，又稱林園清水巖寺、清水巖清水寺，簡稱清水巖、清水寺，是位於臺灣高雄市林園區的一座巖仔，主神為三寶佛、觀音菩薩、清水祖師，為林園區全區及大寮區義仁、昭明及新厝3里之公廟。

## 沿革
該廟創建於明鄭永曆二十年（1666年），一名農夫夜間見到山巖上放光但遍尋不著來源，而後發現一枚上書釋迦牟尼佛、觀世音菩薩名號的香火袋，地方人士遂建草庵供奉。
道光十四年（1834年），大寮檀越張簡立捐資，正式建廟。
光緒十四年（1888年），富商「黃合春號」為之重修。
1927年、1964年兩度重修，並開放後山，供應善信旅遊觀覽。
2017年4月1日，該廟舉辦管理會議討論建醮、遶境及通稱事宜，主委黃西井擲筊向神請示是否遶境時，筊杯黏附於桌裙上，隨後亦透過11次聖筊確認通稱為「清水巖清水寺」。建立通稱之緣由為辨別全國其他地方之清水寺，林園亦有另一同名寺廟。

## 祀神
該廟正殿下層主祀觀世音菩薩（送子觀音、觀經觀音）、善財、龍女、清水祖師、韋馱護法、伽藍護法，左龕配祀註生娘娘，右龕配祀福德正神、水僊尊王和境主公；正殿上層主祀三寶佛（釋迦牟尼佛、阿彌陀佛、藥師佛）。

## 文化與景點
- 登山步道
- 石灰岩溶洞及鐘乳石（桃源1洞、2洞）
- 雨傘亭（眺望林園市區）
- 唐榮公園（未開放）
- 日軍碉堡

## 圖片集

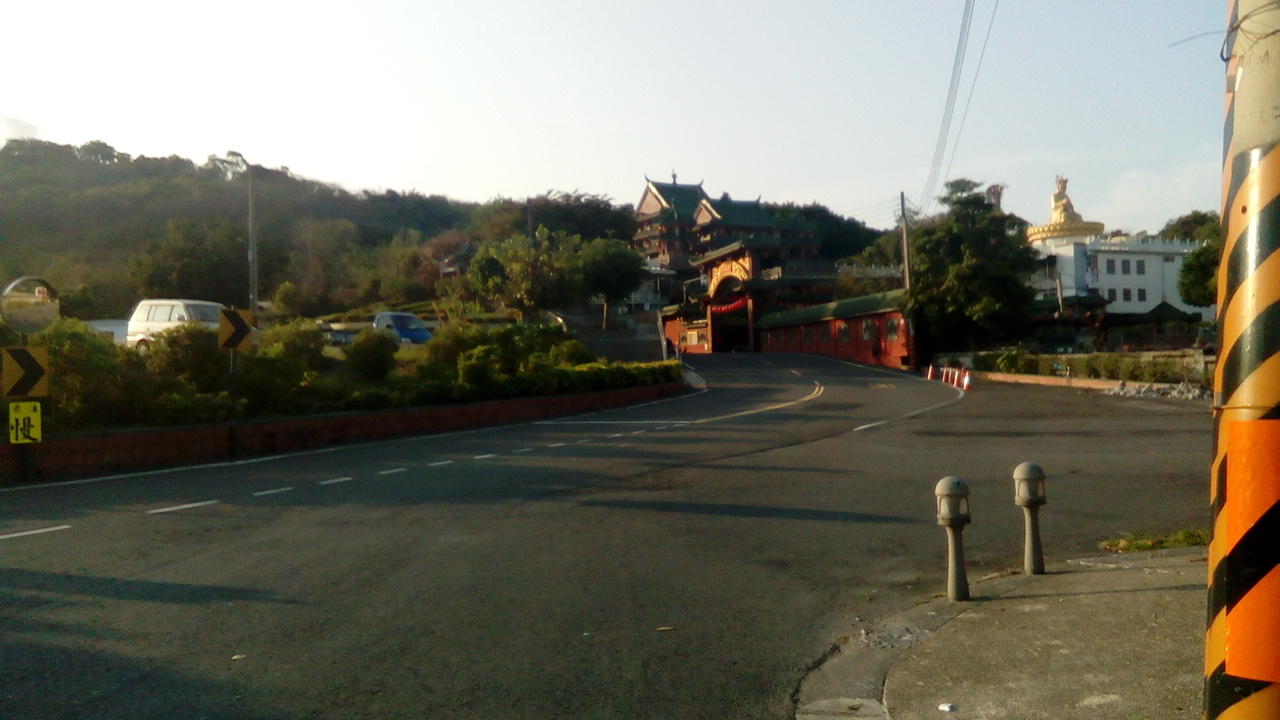
林園清水巖寺全景
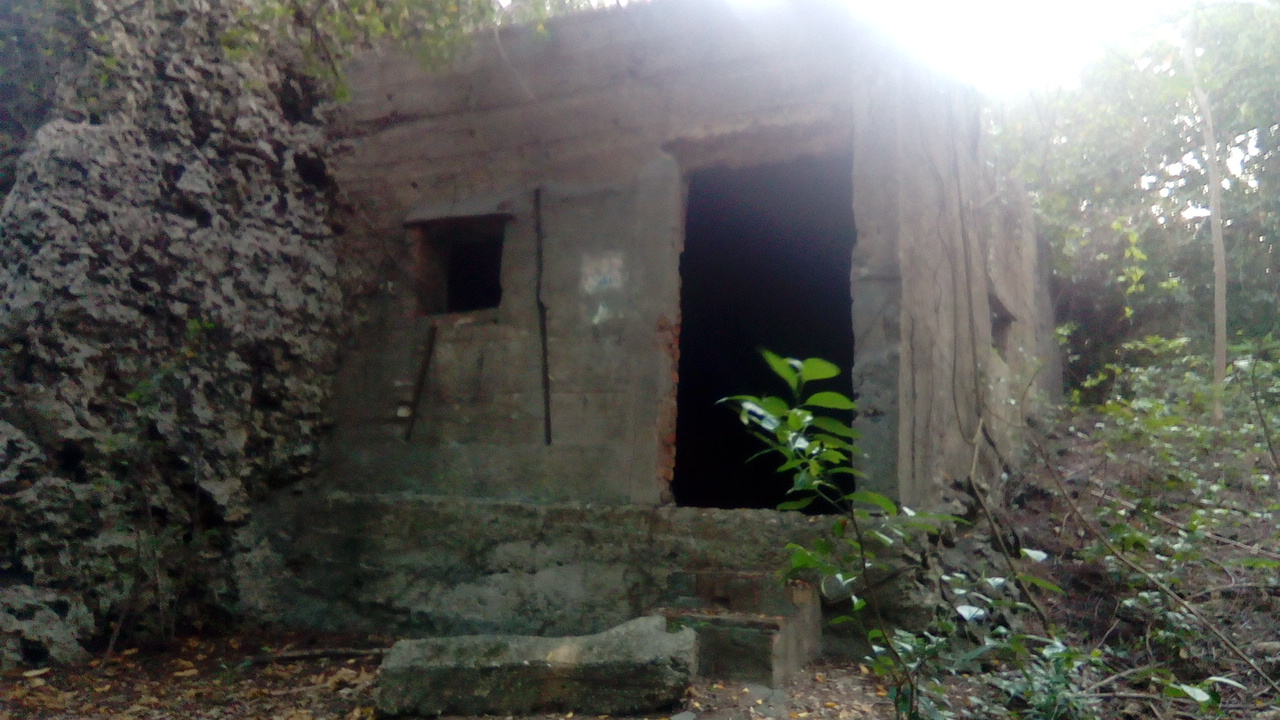
清水巖後山上的日軍碉堡
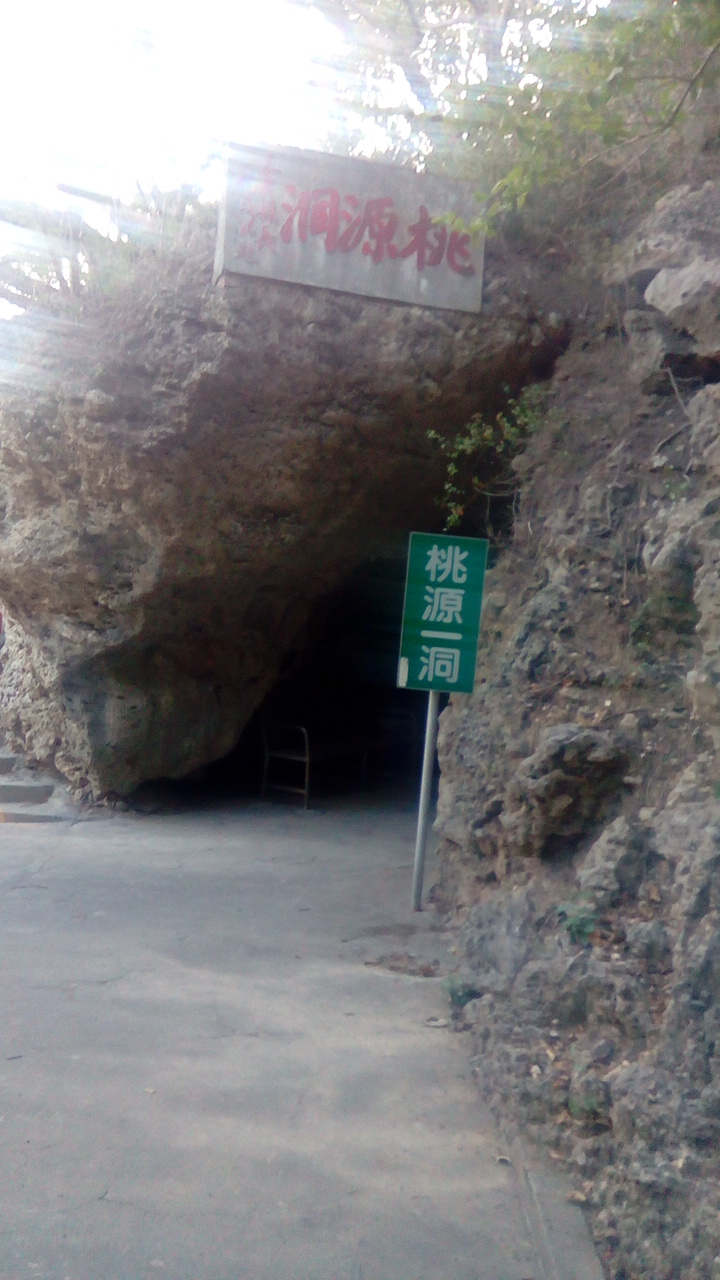
清水巖後山上的石灰岩溶洞

## 外部連結
- 高雄林園清水寺 （页面存档备份，存于）
- 林園清水寺 （页面存档备份，存于）